# Liero
Liero är ett freewarespel för DOS, skapat av den finske programmeraren Joose Riekkinen (född 1982) år 1998, i vilket man styr varsin mask och med ett stort antal olika vapen ska döda varandra. Liero har stora likheter med datorspelet Worms, men är till skillnad från Worms inte turordningsbaserat utan istället styr man maskarna i realtid. Liero beskrivs ofta som Worms gjort på rätt sätt eller som Quake i 2D. Liero är dessutom tydligt inspirerat av föregångaren MoleZ (1997) och har bland annat tagit många vapen och ljud ifrån det. Ordet liero är finska och betyder just mask.

## Vapen
I Liero har man utöver den stora vapen-arsenalen även tillgång till en praktisk änterhake med vilken man snabbt kan ta sig fram i terrängen. Och så finns möjlighet att enkelt gräva sig igenom stora delar av terrängen, med undantag för stenar och liknande. Bland vapnen finns varierande sorters minor, olika sorters granater såsom banana bomb från Worms, många typer av skjutvapen som till exempel minigun och uzi, båda tagna från Worms. Därtill finns det verktyg till att återskapa terräng under pågående spel samt en fläkt med vilken man kan blåsa iväg granater och skott i önskad riktning. Sammanlagt består arsenalen av hela 40 vapen/redskap, men man kan enbart ha fem vapen till hands totalt, men dessa går att byta ut under spelets gång genom att man plockar paket som slumpmässigt placeras ut på banan under spelets gång.

## Spellägen
Liero kan spelas på fyra olika sätt: Kill'em All, Game of Tag, Capture the Flag och Simple CtF. I Kill'em All ska man döda sin motståndare ett visst antal gånger för att vinna, medan man i Game of Tag ska döda sin motståndare så många gånger som möjligt under en viss tidsrymd. I Capture the Flag ska man ta motståndarens flagga ett visst antal gånger till egen bas för att vinna, medan en spelare har en flagga kan inte motståndaren plocka spelarens flagga, utan måste först döda spelaren. Simple CtF går likaså ut på att ta motståndarens flagga till egen bas, men till skillnad från Capture the Flag kan båda spelare plocka varandras flaggor samtidigt.

## Versioner, mods och clones
Den sista versionen blev 1.33. Och då Liero är övergivet (s.k. abandonware) samt bygger på sluten källkod kan inga nya versioner av det göras. Trots det har Liero-anhängare skapat och distribuerat ett stort antal modifierade versioner av Liero där grafik, vapen, ljud, teckensnitt m.m. har bytts ut, dessa kallas mods eller total conversions (förkortas TC), samt OpenLiero som gör att man kan spela Liero (inklusive mods/TC) utan att besväras av problemen som uppstår i konflikten mellan Windows XP (och nyare) och Liero. För att köra Liero.exe i Windows XP eller nyare krävs annars att man stänger av ljudet i spelet, med kommandot /n.
Det har också gjorts ett otal kloner av Liero, en av dessa är NiL (NiL Isn't Liero) för Linux. Medan man i Liero är begränsad till två spelare vid en dator kan man i NiL spela med ett obegränsat antal spelare över ett lokalt nätverk eller Internet.

## LieroXtreme
LieroXtreme, ofta kallat LieroX eller LX, är ett datorspel. Det är en inofficiell efterföljare till Liero som särskiljer sig med möjligheten att spela via nätverk.
Idag finns många olika nya versioner (betaversioner) av Liero Xtreme. Dem kan man hitta i Lx-forumet: http://lxalliance.net. Där kan man även ladda ner nya skins (ändrar vapnets eller spelarens utseende), banor och moddar.

### Spelets idé
I LieroXtreme slåss två till 32 maskar (eller andra figurer) mot varandra tills det bara finns en kvar på banan. Varje spelare får välja fem vapen, som de ska slåss med i en tvådimensionell bana. Banan består av stenar eller väggar och jord. Väggar och stenar har samma funktion, men ser olika ut. Såväl stenarna som väggarna är oförstörbara och används bl.a. till att gömma sig bakom. Jorden däremot går att gräva eller skjuta sönder för att kunna ta sig fram. Förutom vapnen som används har varje spelare också ett så kallat ninjarep, som kan användas till att förflytta sig snabbare genom banan. Ett ninjarep kan liknas vid änterhakar, ett rep med en krok längst ut, som kastas upp mot hustak eller liknande så att man kan hissas upp. Ninjarepet ersätter jetpacks och kan kastas på motståndarna för att dra dem närmare. Under tiden man spelar kan man hitta läkelådor på marken, och genom att gå på dem får man tillbaka cirka en tredjedel liv. Man kan dock inte få mer liv än vad man hade från början med läkelådor. Det är också möjligt att byta ut vapen mot andra genom att plocka upp vapenlådor. Innan man börjar spela väljer man vissa vapen som ska vara tillåtna i spelet, medan vissa andra vapen förbjuds så de inte går att få tag på.
I motsats till de flesta tvådimensionella spel har de flesta vapen oändligt med ammunition. Varje enskild spelare kan skapa egna vapen och ljudeffekter. En grupp vapen som en spelare skapat kallas ”mod”. Skaparen av ett mod bestämmer själv hur många skott per magasin det ska finnas, och hur lång tid det ska ta att ladda om. Detta gör att spelet kan varieras på många olika sätt.

### Spellägen
Deathmatch spelas genom att alla spelare slåss mot varandra, antingen för att uppnå ett visst antal mord eller för att utplåna alla andra spelare och bli ensam kvar på banan.
Team deathmatch spelas på samma sätt, förutom att spelarna spelar i upp till fyra olika lag. Målet är att få en av spelarna i det egna laget att uppnå det utsatta antalet mord, eller att vara det enda laget kvar på banan.
Tag är det minst vanliga spelsättet på Internet. När spelet sätter igång ska alla försöka döda en viss spelare på så kort tid som möjligt. Lyckas någon döda spelaren är det i stället den som ska dödas av de andra. Den vinner, som har lyckats hålla sig undan från de andra längst tid, när spelet är slut.
Demolitions kan endast spelas i lokalt spel, och då gäller det att spränga/gräva bort så mycket jord som möjligt, innan motståndarna gör det. Den som har sprängt/grävt bort mest jord när nästan alla andra spelare är ute, eller när nästan all jord är borta, vinner.
Hide and Seek spelas med två lag, ett lag gömmer sig och det andra laget söker. Under spelets gång kan vapen inte användas. För sökarna gäller det att hitta de gömda motståndarna innan tidsgränsen är över. De spelare som gömmer sig är osynliga för dem som söker, men om sökare kommer i närheten av dem blir de synliga och är tvungna att springa.

### Forum
- LX Alliance

### LieroX Wiki
- LX Wiki